# 123 km (obwód lwowski)
123 km (ukr. 123 км) – przystanek kolejowy w miejscowości Jawora, w rejonie samborskim, w obwodzie lwowskim, na Ukrainie. Położony jest na linii Sambor – Czop.